# Бранденбург-Пруссія
Бра́нденбург-Пру́ссія (нім. Brandenburg-Preußen) — федеративна держава у Центральній Європі раннього нового часу. Існувала у 1618–1701 роках на південному сході Балтійського моря, на території історичних Пруссії та Бранденбургу — сучасної північно-західної Німеччини, північно-східної Польщі та Калінінградської області Росії. Складалася з двох частин — Бранденбурзького курфюрства зі столицею в Берліні та Прусського герцогства зі столицею в Кенігсберзі. Керувалася представниками німецької шляхетської династії Гогенцоллернів. Утворилася 1618 року шляхом персональної унії Пруссії і Бранденбургу внаслідок згасання прусської гілки династії. Сильно постраждала у Тридцятилітній війні. За Вестфальським миром 1648 року приєднала Мінденське єпископство і князівство Гальберштадт. 1653 року увібрала до свого складу землі колишнього Померанського герцогства, а 1680 року — Магдебурзького герцогства. 1657 року, за умовами Велявсько-Бидгощського трактату, звільнилася від польського васалітету й отримала Драгейм та Лауенбург. За Сен-Жерменським договором 1679 року приєднала землі в низів'ях Одера. Мала одну з найсучасніших професійних армій, яка брала участь у війнах проти Речі Посполитої, Швеції та Османської імперії. Утримувала власний флот та німецькі колонії в Західній Африці (Гана, Мавританія, Бенін) та Карибському басейні. Основу населення складали німці, поляки, кашуби, євреї. В культурі домінувала німецька мова. Панівною релігією було лютеранство. З 1685 року була притулком для біженців-протестантів з усієї Європи. Централізована за правління курфюста Фрідріха-Вільгельма. 1701 року перетворена на Прусське королівство в зв'язку із проголошенням курфюрста Фрідріха ІІІ королем. Персональна унія Бранденбургу і Пруссії тривала до 1806 року, проте Бранденбург перетворився на адміністративну провінцію Пруссії вже після проголошення королівства.

## Назва
- Бранденбург-Пруссія
- Бранденбурзьке маркграфство і Прусське герцогство.
- Бранденбурзьке курфюрство і Прусське герцогство.
- Бранденбурзьке велике курфюство і Прусське герцогство.